# Fotbal Club Politehnica Iași
O Fotbal Club Politehnica Iaşi foi um clube da Liga 1 (Liga Principal 2006 - 2007) de futebol da Roménia situado na cidade de Iaşi.